# Wilhelmsstraße (Kassel)

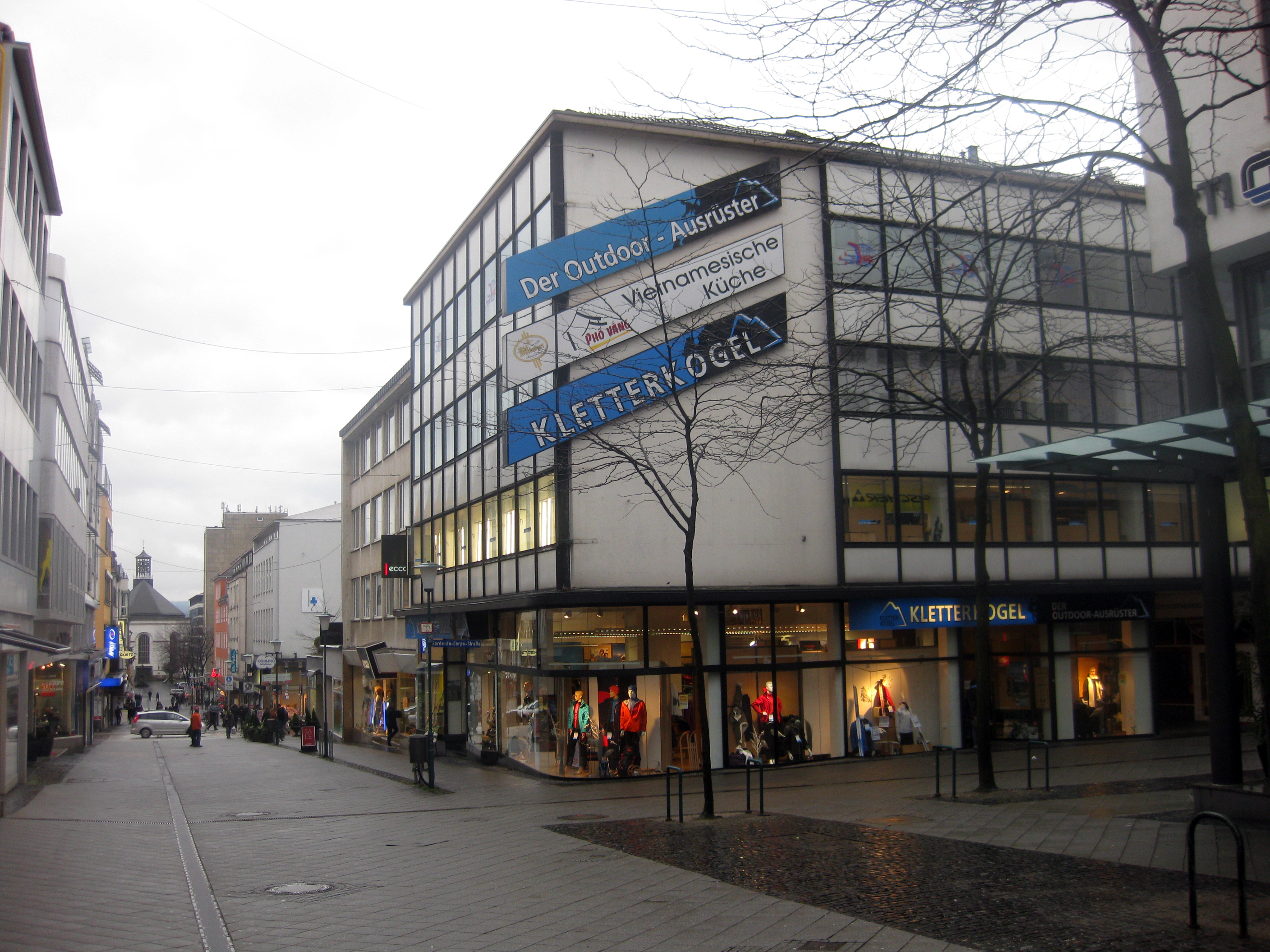
Die Wilhelmsstraße an einem Sonntag

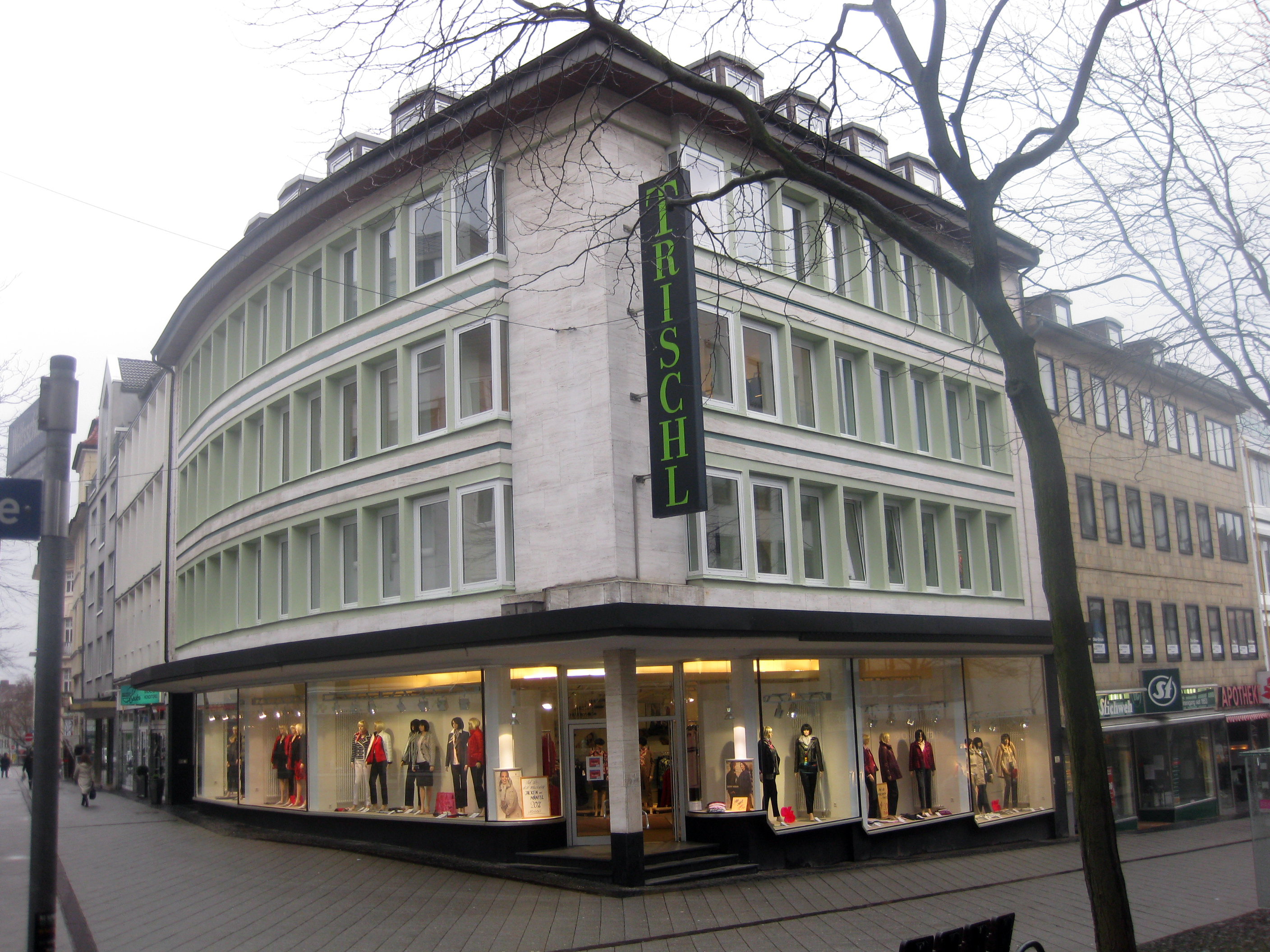
Das Geschäftshaus Ecke Wolfsschlucht/Wilhelmsstraße

Die Wilhelmsstraße ist eine Straße in der Innenstadt Kassels.

## Geschichte
Angelegt wurde die Wilhelmsstraße im Zuge der städtebaulichen Pläne des Landgrafen Karl durch Baumeister Paul du Ry, benannt wurde sie nach Landgraf Wilhelm VIII. von Hessen. Sie führt bis zum Karlsplatz und kreuzt dabei die Obere Königsstraße in Höhe des Rathauses. In den 1820er Jahren gab es Erweiterungs- und Ausbaupläne für die Straße, die jedoch nicht umgesetzt wurden. Seit den späten 1970er Jahren wurde sie etappenweise zur Fußgängerzone umgebaut. Während der documenta 8 befand sich ein Kunstwerk von Richard Serra auf der Straße.